# Никабадзе, Георгий
Гео́ргий (Гио́рги) Никабадзе (груз. გიორგი ნიქაბაძე; род. 10 января 1991, Кутаиси) — грузинский футболист, нападающий.

## Карьера
Футбольную карьеру начинал в составе клуба «Банга». 1 апреля 2012 года в матче против клуба «Атлантас» дебютировал в чемпионате Литвы.
1 января 2014 года перешёл в грузинский клуб «Гурия». 9 марта 2014 года в матче против клуба «Чихура» дебютировал в чемпионате Грузии.
1 июля 2020 года стал игроком грузинского клуба «Динамо» Батуми. 27 августа 2020 года в матче против клуба «Хапоэль» Беэр-Шева дебютировал в Лиге Европы.
1 июля 2022 года подписал контракт с грузинским клубом «Самгурали».

## Достижения
«Динамо» Батуми
- Чемпион Грузии: 2021
- Серебряный призёр чемпионата Грузии: 2020

«Навбахор»
- Финалист кубка Узбекистана: 2024

## Клубная статистика
| Игровая карьера | Игровая карьера  | Игровая карьера | Лига | Лига | Кубок | Кубок | Межд. | Межд. |
| --------------- | ---------------- | --------------- | ---- | ---- | ----- | ----- | ----- | ----- |
| 2020            | Динамо (Батуми)  | А               | 15   | 5    | 1     | 0     | 1     | 0     |
| 2021            | Динамо (Батуми)  | А               | 22   | 4    | 2     | 1     | 2     | 0     |
| 2021/22         | Гудья Юнайтед    | А               | 8    | 0    | 1     | 0     | —     | —     |
| 2022            | Самгурали        | А               | 18   | 5    | —     | —     | —     | —     |
| 2023            | Самгурали        | А               | 18   | 9    | —     | —     | —     | —     |
| 2023            | Нефтчи (Фергана) | А               | 12   | 3    | —     | —     | —     | —     |
| 2024            | Навбахор         | А               | 16   | 2    | 6     | 1     | 2     | 0     |
| 2025            | Атырау           | А               | 10   | 0    | 3     | 0     | —     | —     |